# Lionel Crabb
 (novembre 2017).
Si vous disposez d'ouvrages ou d'articles de référence ou si vous connaissez des sites web de qualité traitant du thème abordé ici, merci de compléter l'article en donnant les références utiles à sa vérifiabilité et en les liant à la section « Notes et références ».
Pour les articles homonymes, voir Crabb.
Lionel « Buster » Crabb, né le 28 janvier 1909 et présumé mort le 19 avril 1956, est un nageur de combat britannique ayant servi pour la Royal Navy et le Secret Intelligence Service (SIS).

## Biographie
Il tient son surnom de « Buster » du nageur et acteur américain Buster Crabbe.
Durant la Seconde Guerre mondiale, il est affecté à Gibraltar, alors en butte aux attaques des commandos de nageurs de combat italiens de la Décima MAS, qui ont installé une base secrète dans un vieux pétrolier italien l’Olterra, échoué dans la partie espagnole de la rade de La Línea, doublée d'un poste de vigie installé dans la Villa Carmela, une maison qui a un point de vue unique sur le port militaire anglais. Crabb est le premier à comprendre le mode opératoire des Italiens qui utilisent des équipements de plongée autonome sophistiqués et des torpilles pilotées (les SLC ou Maiale) d'abord apportées par le sous-marin Scirè (commandé par Junio Valerio Borghese), puis installées à demeure dans des compartiments secrets de l'Olterra, reliés à la mer par un sas dissimulé sous la flottaison. Les explosifs sont en général équipés de systèmes à retardement pour déclencher les explosions en haute mer et faire croire à une attaque par sous-marin ou mine dérivante.
Il récupérera et testera divers équipements de plongée italiens (nettement supérieurs au matériel anglais de l'époque, qui est avant tout destiné à l'évacuation des sous-mariniers) et prendra par la suite le commandement d'une unité mixte de nageurs de combat anglais et d'italiens (anciens de la Xe MAS) ralliés à la cobelligérance après l'armistice de Cassibile en 1943, unité qui opérera en Italie du Nord tant pour des missions offensives que pour dégager les ports des navires coulés comme obstacles.
Il poursuivra le même genre d'activités jusqu'en 1947 en Palestine Mandataire où les commandos de nageurs israéliens du Palmah s'en prennent aux navires britanniques basés à Haïfa.
Revenu à la vie civile, il se lancera dans diverses opérations de chasse au trésors et de récupérations d'épaves qui ne lui apporteront pas la fortune, même si Crabb fut médiatisé par la presse britannique à l'égal d'un Jacques-Yves Cousteau. Un film (nettement romancé), baptisé The Silent Enemy basé sur ses exploits du temps de guerre sera tourné ou son rôle est joué par l'acteur Laurence Harvey.
Il continue à travailler à l'occasion pour les forces armées britanniques au cours des années 1950, tentant à deux reprises de porter secours à des sous-mariniers emprisonnés dans leur navire bloqué au fond, mais son état de santé s'est dégradé (consommation d'alcool et forte tabagie) et son mariage s'est vite terminé par un divorce.

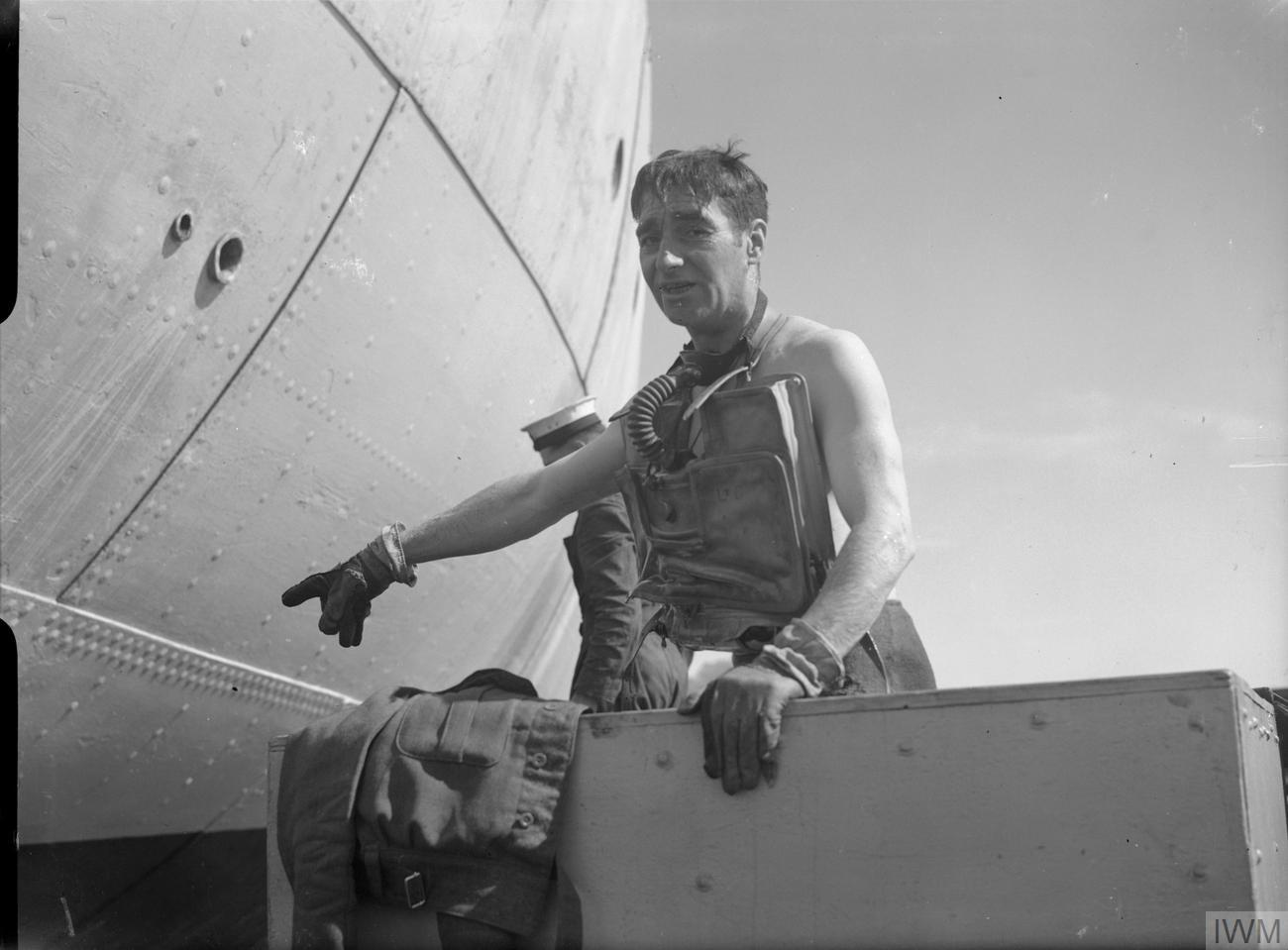
Lionel Crabb.

Il disparaît le 19 avril 1956 au cours d'une mission d'inspection d'un croiseur de la marine soviétique, l'Ordzhonikidze, dans les eaux du comté d'Hampshire, sur lequel séjournaient Nikita Khrouchtchev et son ministre Nikolaï Boulganine, en visite officielle. Ce navire flambant neuf était équipé d'un propulseur d'étrave (relative nouveauté pour l'époque), d'hélices innovantes et de sonars réputés très performants.
Le corps d'un homme-grenouille sans tête et sans mains, ce qui le rend non identifiable, sera retrouvé 14 mois plus tard. La disparition de Lionel Crabb a donné lieu à de multiples théories. Le 8 mars 1967, un crâne humain est repêché en baie de Chichester. Le médecin légiste qui examinera la pièce estimera qu'il s'agit d'un crâne du même âge que le corps repêché en 1957 et qu'il a séjourné dans l'eau une dizaine d'années. Ce crâne officiellement reconnu comme celui du Commander, « l'affaire Crabb » est alors administrativement close.
Un voile de secret entoure sa disparition : un membre de la police britannique se présente au Sallyport Hotel, où Crabb avait séjourné la veille de la plongée fatale, pour arracher deux pages du registre et conseiller la discrétion aux tenanciers. Quant au cadavre sans tête, ni son ex-épouse, ni sa maîtresse, ni son ancien camarade de combat Sydney Knowles (en) n'accepteront de l'identifier en l'absence de cicatrices caractéristiques.
Le contexte de la guerre froide épaissira le voile de secret entourant sa disparition et les documents le concernant n'ont été déclassifiés que 50 ans plus tard, montrant que les autorités britanniques ont tenté de couvrir la disparition de Crabb avec un démenti plausible.

## Postérité
L'écrivain Ian Fleming s'est inspiré de l'« affaire Crabb » pour l'intrigue du roman de James Bond Opération Tonnerre (1961).
L'affaire a également inspiré Alain Decaux qui en fit le sujet de la première émission de sa longue série d'investigation historique Alain Decaux raconte.
En particulier, la récupération de matériels sensibles dans l'épave d'un avion est inspirée par la tentative bien réelle de Crabb de récupérer des documents secrets restés dans la carlingue de l'avion qui transportait le Général Władysław Sikorski, chef militaire de la résistance polonaise, qui s'abima en mer devant Gibraltar. L'épisode du combat d'hommes grenouilles, représenté dans le film L'Ennemi silencieux (1958), puis repris et amplifié dans le film Opération Tonnerre, tiré du roman de Fleming, relève par contre de la fiction artistique.